# Aclytia flaviventris
Aclytia flaviventris är en fjärilsart som beskrevs av Heinrich Benno Möschler 1872. Aclytia flaviventris ingår i släktet Aclytia och familjen björnspinnare. Inga underarter finns listade i Catalogue of Life.